# الدوري التشيلي لكرة القدم 1937
الدوري التشيلي لكرة القدم 1937 (بالإسبانية: Primera División de Chile 1937)‏ هو الموسم 5 من الدوري التشيلي لكرة القدم. كان عدد الأندية المشاركة فيه 7، وفاز فيه كولو-كولو.